# Górki-Ściernie
Górki-Ściernie – posterunek odgałęźny i ładownia (dawniej stacja kolejowa) w Lędzinach, w dzielnicy Górki, w województwie śląskim, w Polsce.